# Alpaida gallardoi
Alpaida gallardoi là một loài nhện trong họ Araneidae.
Loài này thuộc chi Alpaida. Alpaida gallardoi được Herbert Walter Levi miêu tả năm 1988.